# Trentepohlia (Paramongoma) ditzleri
Trentepohlia (Paramongoma) ditzleri is een tweevleugelige uit de familie steltmuggen (Limoniidae). De soort komt voor in het Neotropisch gebied.